# Sony Pictures Television
Sony Pictures Television, Inc. (SPT) — американська міжнародною телевиробничою / телепоширювальною філією Sony Pictures Entertainment, яка, своєю чергою, є частиною японського конгломерату Sony.

## Підґрунтя
Окрім бібліотеки фільмів Sony Pictures Entertainment, SPT володіє та розповсюджує шоу від Tandem Productions, ELP Communications, TeleVentures, Merv Griffin Enterprises, Four D Productions, Barris Industries, Barry & Enright Productions, Stewart Television та 2waytraffic. SPT також володіє Game Show Network, і світовими телевізійними правами на кінотеки Embassy Pictures і Revolution Studios.
SPT володіє правами на виробництво або розповсюдження багатьох комедій і драм, які охоплюють понад сім десятиліть, включаючи такі телесеріали, як «Летюча черниця» (1967—1970, англ. The Flying Nun), «Я мрію про Дженні» (1965—1970, англ. I Dream of Jeannie), «Моя дружина мене причарувала» (1964—1972, англ. Bewitched), «Гіджет» (англ. Gidget), «Манкіз» (1966—1968, англ. The Monkees), «Родина Партрідж» (1970—1974, англ. The Partridge Family), «Гезел» (1961—1966, англ. Hazel), «Родина Гетевей» (1961—1962, англ. The Hathaways), «Шосе 66» (1960—1964, англ. Route 66), «Денніс-Мучитель» (1959—1963, англ. Dennis the Menace), «Хто тут Бос?» (1984—1992, англ. Who's the Boss?), «Одружені... та з дітьми» (1987—1997), «Факти життя» (1979—1988, англ. The Facts of Life), «Створення жінки» (1986—1993, англ. Designing Women), «Сайнфелд» (1989—1998), «Король Квінза» (1998—2007, англ. The King of Queens), «Спільнота» (2009—2015), «Правила спільного життя» (2007—2013), «Добрий лікар» (з 2017), «Пуститися берега» (2008—2013), «Готель Хазбін/Хеллува Бос» (з 2019—), «Задля життя» (2020—2021, англ. For Life), «Чорний список» (з 2013), «Дні нашого життя» (з 1965), «Молоді та зухвалі» (з 1973, англ. The Young and the Restless); телешоу — «Jeopardy!» (з 1964), «Wheel of Fortune» (з 1975), «The Dr. Oz Show» (з 2009), «The Queen Latifah Show» (1999—2001, 2013—2015), «Shark Tank» (з 2009), «The Sing-Off» (2009—2014). На додаток до комедій, драм і ток-шоу, SPT також продюсував і розповсюджував чотири судові шоу: «Judge Hatchett», «Judge Maria Lopez», «Judge David Young» та «Judge Karen».

## Історія
Історія SPT розпочалася 1947 року, коли Pioneer Telefilms був заснований Ральфом Коном, чий батько Джек і дядько Гаррі були співзасновниками Columbia Pictures. Pioneer була куплена Columbia і перейменована в Screen Gems в листопаді 1948 року, перетворена в Columbia Pictures Television 6 травня 1974 року і об'єдналася з дочірньою студією TriStar Television (утворена в 1986 році і перезапущена в 1991 році), щоб сформувати Columbia TriStar Television 21 лютого 1994 року.
16 вересня 2002 року Sony Pictures Entertainment відмовилася від назви Columbia TriStar на телебаченні і перейменувала американську студію в Sony Pictures Television, а її всесвітню мережу — в Sony Pictures Television International.
24 листопада 2004 року Sony Pictures Television International створила спільне підприємство під назвою Huaso з Hua Long Film Digital Production Co., Ltd. китайської кіногрупи в Пекіні.
З 2005 по 2006 рік SPT був дистриб'ютором бібліотеки фільмів і телебачення Metro-Goldwyn-Mayer, частково завдяки покупці MGM консорціумом під керівництвом Sony. У 2006 році SPT об'єднав зусилля з партнерами по програмі для керування продажами реклами та правами на поширення іноземних телесеріалів в США, в основному шоу, вироблених в Канаді. У тому ж році SPT підписав з Embassy Row трирічний контракт на нові ігрові шоу, а також серіали зі сценаріями і без сценарію.
Влітку 2007 року SPT представив The Minisode Network, цифровий канал для трансляції шоу MySpace з 1960-х до початку 2000-х років тривалістю від чотирьох до п'яти хвилин. Взимку 2007 року The Minisode Network була додана ще на кілька сайтів, включаючи AOL TV [Архівовано 23 лютого 2022 у Wayback Machine.], YouTube і його дочірній сайт Crackle.
27 березня 2008 року SPT International придбала міноритарний пакет акцій нової продюсерської компанії Gogglebox Entertainment, заснованої двома колишніми керівниками Lion Television, Меттом Штайнером і Адамом Вудом. 4 червня 2008 року SPT купила Hilversum, голландську продюсерську компанію 2waytraffic, яка є міжнародним власником конкурсу Who Wants to Be a Millionaire?
У 2009 році SPT співпрацював з Джеффом Арнольдом (засновником WebMD), Мехметом Озом, Harpo Productions, Discovery Communications і HSW International на Sharecare, онлайн-платформі, де користувачі отримують відповіді на питання, пов'язані зі здоров'ям і благополуччям, від галузевих експертів.
14 січня 2009 року британський телевізійний продюсер Майкл Девіс придбав SPT, телевізійну і цифрову продюсерську компанію Embassy Row. Чотирнадцять днів по тому SPTI придбала 50 % акцій колумбійської незалежної телекомпанії Teleset. Три місяці по тому, 1 квітня, Sony Pictures об'єднала свої американські і міжнародні телевізійні підрозділу під одним дахом.
23 червня 2011 року SPT сформувала Victory Television, лондонську телевізійну продюсерську компанію.
15 січня 2014 року колишній комісар BBC по розвагах Карл Уорнер об'єднався з SPT для запуску Electric Ray, який буде співпрацювати з SPT в США і за кордоном в розробці розважальних та інформативних програм.
Станом на вересень 2015 року це була найбільша в світі компанія з виробництва та розповсюдження телевізійних програм.
31 липня 2017 року компанія Sony Pictures Television оголосила, що придбає 95 % контрольного пакета акцій імпортера аніме Funimation за 143 мільйони.
В кінці 2019 року SPT оголосив про нову назву Sony Pictures Television Studios, щоб в подальшому використовувати продукцію в бібліотеці SPT і випускати поточні і майбутні ігри протягом решти року і до 2020 року. Назва SPT і логотип буде як і раніше використовуватися на сайтах ЗМІ і в міжнародних передачах.

## Телевізійні мережі Sony Pictures
- Канали, якими володіє та керує компанія Sony Pictures Television:
- Sony Channel
- Game Show Network, запущений 1 грудня 1994 року.
- Sony Entertainment Television, запущений 30 вересня 1995 року.
- AXN, запущений 22 червня 1997 року.
- Animax, запущений 20 травня 1998 року
- Sony Movie Channel, запущено 1 жовтня 2010 року. Також працює у Великій Британії (раніше Movies4Men 2) та Ірландії.
- GetTV, цифрова багатоадресна мережа для трансляції класичних фільмів і серіалів від Sony Pictures, Universal Studios, MGM і CBS Media Ventures, запуск якої відбувся лютого 2014 року.
- Cine Sony Television: мережа американсько-іспанською мовою, запущена в серпні 2012 року.
- Viasat 3 і Viasat 6 (придбано у Modern Times Group).

## Історія найменувань
- Columbia TriStar Television (1994—2002)
- TriStar Television (1986—1988, 1991—1999)[17]
- Columbia Pictures Television (1974—2001)
- Дорогоцінні екрани (1948—1974)
- Pioneer Telefilms (1947—1948)

## ТВ-шоу
- Готель Хазбін (SpindleHorse, A24, Bento Box Entertainment, Amazon MGM Studios, SPT)